# المنتقمون: نهاية اللعبة
المنتقمون: نهاية اللعبة (الإنجليزية: Avengers: Endgame) هو فيلم أبطال خارقين أمريكي صدر عام 2019، مستوحى من فريق الأبطال الخارقين "المنتقمون" من قصص مارفل المصورة. الفيلم من إنتاج استوديوهات مارفل وتوزيع استوديوهات والت ديزني موشن بيكتشرز، وهو الجزء الثاني من فيلم المنتقمون: الحرب اللانهائية (2018) والفيلم الثاني و العشرون من عالم مارفل السينمائي. أخرج الفيلم أنتوني وجو روسو، وكتبه كريستوفر ماركوس وستيفن ماكفيلي، ويشارك في بطولته نخبة من النجوم، منهم: روبرت داوني جونيور، كريس إيفانز، مارك روفالو، كريس هيمسورث، سكارليت جوهانسون، جيريمي رينر، دون تشيدل، بول رود، بري لارسون، كارين جيلان، داناي جوريرا، بينيديكت وونغ، جون فافرو، برادلي كوبر، غوينيث بالترو، وجوش برولين. في الفيلم، يحاول الناجون من المنتقمون وحلفاؤهم عكس أفعال ثانوس الذي أباد نصف الحياة في الكون في الفيلم السابق .
أُعلن عن الفيلم في أكتوبر 2014 باسم "المنتقمون: الحرب اللانهاية - الجزء الثاني"، لكن استوديوهات مارفل حذفت هذا العنوان لاحقًا. انضم الأخوان روسو كمخرجين في أبريل 2015، ووقع ماركوس وماكفيلي على كتابة السيناريو بعد شهر. يُعد الفيلم خاتمة لقصة عالم مارفل السينمائي حتى تلك المرحلة، حيث يُنهي أقواس قصص العديد من الشخصيات الرئيسية. تُعيد حبكة الفيلم إحياء عدة لحظات من أفلام سابقة، مُعيدةً ممثلين ومواقع تصوير من جميع أنحاء السلسلة. بدأ التصوير في أغسطس 2017 في استوديوهات باينوود أتلانتا في مقاطعة فاييت، جورجيا، بالتزامن مع فيلم "الحرب اللانهائية"، وانتهى في يناير 2018. كما صُورت أجزاء إضافية في منطقة مترو ووسط مدينة أتلانتا، وولاية نيويورك، واسكتلندا، وإنجلترا. أُعلن عن العنوان الرسمي للفيلم في ديسمبر 2018. بميزانية تقديرية تتراوح بين 356 و400 مليون دولار، يُعد الفيلم واحدًا من أغلى الأفلام التي أُنتجت على الإطلاق.
عُرض فيلم "المنتقمون: نهاية اللعبة" لأول مرة في مركز مؤتمرات لوس أنجلوس في 22 أبريل 2019، وطُرح في الولايات المتحدة في 26 أبريل كجزء من المرحلة الثالثة من عالم مارفل السينمائي. حظي الفيلم بإشادة واسعة لإخراجه، والأداء التمثيلي، وموسيقاه التصويرية، ومشاهد الحركة، ومؤثراته البصرية، والتأثير العاطفي، حيث أشاد النقاد بتتويجه لقصة الفيلم الخاتمة للـ"المرحلة اللنهائية" المكونة من 22 فيلمًا. حقق الفيلم إيرادات بلغت 2.799 مليار دولار عالميًا، متجاوزًا إجمالي عرض فيلم الحرب اللانهائية في أحد عشر يومًا، ومحققًا عددًا من الأرقام القياسية في شباك التذاكر. كان الفيلم الأعلى ربحًا على الإطلاق من يوليو 2019 إلى مارس 2021 حتى تجاوزه أفاتار (2009) بعد إعادة عرضه. رُشح الفيلم لجائزة أفضل مؤثرات بصرية في حفل توزيع جوائز الأوسكار الثاني والتسعين، من بين العديد من الجوائز الأخرى. ومن المقرر إطلاق فيلمين آخرين، المنتقمون: يوم القيامة والمنتقمون: الحروب السرية، في عامي 2026 و2027 على التوالي.

## القصة
بعد ثلاثة أسابيع من استخدام ثانوس للأحجار الأزلية لتفكيك نصف الحياة في أنحاء الكون، تنقذ كارول دانفرز (كابتن مارفل) كلاً من توني ستارك ونيبيولا، بعد أن كانا عالقَين في الفضاء السحيق، وتعيدهما إلى الأرض. هناك، ينضمّان إلى المنتقمين المتبقين: ناتاشا رومانوف، بروس بانر، ستيف روجرز، روكيت، ثور، وجيمس رودس. وبالاستعانة بنيبيولا، يتوصل الفريق إلى موقع ثانوس الجديد في كوكب ناءٍ. يعتزمون استعادة الأحجار منه لعكس تأثيرها، لكنهم يصدمون حين يعلمون أن ثانوس دمّر الأحجار تمامًا لمنع استخدامها مرة أخرى. في لحظة غضب ويأس، يقطع ثور رأس ثانوس وينهي حياته.
تمر خمس سنوات ثقيلة على الفريق والعالم، حيث يعيش الجميع في ظل الخسارة. في تلك الأثناء، يتمكن سكوت لانغ (الرجل النملة) من الهرب من عالم الكم، بعد أن علِق فيه منذ الحادثة، ويكتشف أن خمس سنوات مرّت على الأرض بينما لم تمر عليه سوى خمس ساعات. يدرك لانغ أن عالم الكم قد يوفر وسيلة للسفر عبر الزمن. فيسارع إلى إبلاغ ناتاشا وستيف روجرز، اللذين ينقلان الفكرة إلى توني ستارك. يرفض توني بدايةً خوفًا على ابنته الصغيرة مورغان، لكنه يلين لاحقًا بعد أن يسترجع ذكريات علاقته بـ بيتر باركر. يعمل توني مع بروس بانر (الذي أصبح مزيجًا متوازنًا من شخصية بروس وهالك) على تطوير آلية مستقرة للسفر عبر الزمن.
يبدأ الفريق بتجميع أعضائه: تقوم ناتاشا بإيجاد كلينت بارتون، الذي تحول إلى قاتل لا يرحم إثر فقدان عائلته، بينما يتوجه روكيت وبانر إلى النرويج لإحضار ثور، الذي أصبح منعزلًا ومدمنًا على الكحول في مستوطنة "نيو أزغارد"، ويعيش هناك مع قلة من الأحياء من شعبه.
ينقسم المنتقمون إلى فرق للسفر عبر الزمن وجمع الأحجار الأزلية من نقاط مختلفة في الماضي:
- نيويورك، عام 2012: يتوجه بانر، ستارك، لانغ وروجرز إلى المدينة أثناء أحداث "المنتقمون" الأولى. يزور بانر مقر السحرة ليطلب حجر الزمن من "المعلمة العليا"، التي توافق بعدما يفصح عن مصير دكتور سترينج. يتمكن روجرز من خداع عملاء هايدرا وانتزاع حجر العقل، كما يهزم نسخته من عام 2012. بينما يفشل ستارك ولانغ في استرجاع حجر الفضاء بعد أن يسرقه لوكي ويختفي به. يضطر ستارك وروجرز إلى السفر أبعد إلى عام 1970، حيث يسرقان نسخة سابقة من حجر الفضاء وجسيمات "بيم" من مقر S.H.I.E.L.D. القديم.
- أزغارد، عام 2013: يسافر ثور وروكيت إلى هذه الحقبة خلال أحداث فيلم "ثور: العالم المظلم"، ويستخلصان حجر الواقع من جين فوستر. في الوقت نفسه، يستعيد ثور مطرقته السابقة "ميولنير".
- فورمير، عام 2014: يتوجه بارتون ورومانوف للحصول على حجر الروح، ويُخبَران من قِبل ريد سكول أن الحصول عليه يتطلب التضحية بشخص عزيز. بعد صراع مؤلم بينهما، تُضحي ناتاشا بنفسها لينال بارتون الحجر.
- موراج، عام 2014: يسبق رودز ونيبيولا بيتر كويل ويأخذان حجر القوة. يعود رودز إلى الحاضر، لكن نيبيولا تُحتجز بعد تداخل شبكتها العصبية مع نظيرتها من نفس العام. يكتشف ثانوس (نسخة 2014) عبر ذكريات نيبيولا الحاضرة خطة المنتقمين. يستبدل نيبيولا القديمة نفسها بنسختها الحديثة، وتعود إلى الحاضر سرًا مع بقية الفريق.

بعد تجميع الأحجار الستة، يُعدّ الفريق قفازًا جديدًا، ويرتديه بروس بانر، الذي يتمكن بصعوبة من تحمل طاقته ويقوم بعكس تأثير ثانوس، مما يعيد كل من اختفوا إلى الوجود. في هذه اللحظة، تفتح نيبيولا بوابة زمنية وتستحضر ثانوس من الماضي مع جيشه وسفينته الضخمة، ويبدأ الهجوم على مقر المنتقمين.
يدخل كل من ثور، ستارك، وروجرز في مواجهة مباشرة مع ثانوس، وتحدث لحظة أسطورية حين يتمكن ستيف روجرز من رفع "ميولنير"، مطرقة ثور، ويقاتل بها ببسالة. لكن ثانوس يُبدي تفوقًا ويكاد يهزمهم جميعًا. في اللحظة الفاصلة، تفتح بوابات الزمن ويصل دكتور سترينج ومعه جيش من السحرة، المنتقمين العائدين، حراس المجرة، جيش واكاندا، جيوش أزغارد، وقراصنة "الريفنجرز"، لبدء المواجهة الكبرى.
تصل كابتن مارفل أيضًا، وتدمر سفينة ثانوس وتقاتله وجهًا لوجه، إلا أنه يتمكن من انتزاع القفاز ويحاول استخدام الأحجار لإعادة تشكيل الكون. في لحظة حاسمة، يخدعه توني ستارك وينتزع الأحجار، ويقول عبارته الشهيرة: "أنا الرجل الحديدي"، ثم يُفعّل القفاز ويفكك جيش ثانوس، الذي يتلاشى بالكامل، لكن الطاقة الهائلة تودي بحياة توني، الذي يموت بين أحبائه.
بعد جنازته، يُكرّم المنتقمون توني، ويقوم ثور بتعيين فالكيري كملكة جديدة لأزغارد، لينضم هو إلى "حراس المجرة" في مغامرة جديدة. يسافر ستيف روجرز لإعادة الأحجار إلى أماكنها في الخط الزمني، لكنه يقرر البقاء في الماضي ليعيش حياته مع بيغي كارتر. يظهر بعدها في الحاضر كرجل مسن، ويسلم درعه إلى سام ويلسون (فالكون)، إيذانًا ببدء حقبة جديدة.

## الممثلون والشخصيات
- روبرت داوني جونيور بدور توني ستارك/الرجل الحديدي: من قادة المنتقمون، يصف نفسه بأنه "عبقري، ملياردير، زير نساء، ومحسن" بفضل دروعه الكهروميكانيكية التي صنعها بنفسه.
- كريس ايفانز بدور ستيف روجرز / كابتن أمريكا: قائد المنتقمون، ومحارب قديم في الحرب العالمية الثانية وهارب سابق، تم تعزيزه إلى ذروة الجسد البشري بواسطة مصل تجريبي وتجميده في حالة ثابتة قبل أن يستيقظ في العالم الحديث.
- مارك روفالو بدور بروس بانر/هالك: عالم منتقم وعبقري، يتحول إلى وحش عند غضبه أو انفعاله بسبب تعرضه لأشعة غاما. يوازن بانر بين جانبي شخصيته من خلال تجارب أشعة غاما في هذا الفيلم، مما يُمكّنه من الجمع بين ذكائه وقوة هالك وبنيته الجسدية، استنادًا إلى هويته "البروفيسور هالك" في القصص المصورة. بالمقارنة مع الأبطال الآخرين الذين فقدوا حماسهم بسبب خسارتهم أمام ثانوس، يُعد بانر الشخصية الوحيدة التي لا تزال متفائلة.
- كريس هيمسورث بدور ثور: منتقم وملك أسكارد، مستوحى من الإله الأسطوري النوردي الذي يحمل الاسم نفسه. يحمل ثور الآن فأسًا غامضًا يُعرف باسم كاسر العواصف بعد تدمير مطرقته، ميولنير، في فيلم ثور: راجناروك. في الفيلم، أصبح ثور حاكمًا يعاني من زيادة الوزن وسكيرًا يعيش مع لاجئين من أسكارد في تونسبيرج، النرويج.
- سكارليت جوهانسون بدور ناتاشا رومانوف / الأرملة السوداء: منتقمة وجاسوسة مدربة تدريبًا عاليًا وعميلة سابقة في S.H.I.E.L.D.
- جيريمي رينر بدور كلينت بارتون/هوك آي: رامي ماهر ومنتقم سابق وعميل لدى شيلد، وكان مؤخرًا قيد الإقامة الجبرية. ويصبح ايضا رةنين المجرم الخطير بالسيف بعد تفكك عائلته.
- دون تشيدل بدور جيمس "رودي" رودس / آلة الحرب: ضابط في القوات الجوية الأمريكية ومنتقم حصل على درع آلة الحرب.
- بول رود بدور سكوت لانغ / الرجل النملة: مجرم سابق ومنتقم، حصل على بدلة تسمح له بالانكماش أو النمو في الحجم مع زيادة قوته أيضًا. يؤدي التوأمان بازلو ولوين ليكلير دور لانغ في صغره، وجاكسون أ. دان في سن الثانية عشرة، ولي مور في سن الثالثة والتسعين. كان هذا آخر فيلم لمور قبل وفاته في أغسطس 2018.
- بري لارسون بدور كارول دانفرز / كابتن مارفل: طيارة مقاتلة سابقة في سلاح الجو الأمريكي ومنتقمة، تم تغيير حمضها النووي أثناء حادث، مما منحها قوة خارقة، وإسقاطًا للطاقة، والقدرة على الطيران.
- كارين جيلان بدور نيبولا: ابنة ثانوس المتبناة، ومنتقمة نشأت مع غامورا. بعد أن كانت نيبولا شريرة أو بطلة مضادة (انتيهيرو) في أفلام عالم مارفل السينمائي السابقة، تمر نيبولا بمرحلة فداء وتكفر عن أفعالها السابقة (بما في ذلك لقاءها بنسخة من نفسها في الماضي).
- داناي غوريرا بدور أوكويي: قائدة فرقة دورا ميلاجي، وهي مجموعة من المحاربات النخبة.
- بينيديكت وونغ بدور وونغ: أستاذ في فنون التصوف ورفيق دكتور سترينج.
- جون فافرو بدور هابي هوغان: رئيس الأمن السابق في شركة ستارك إندستريز وصديق ستارك وسائقه السابق.
- برادلي كوبر بدور روكيت: عضو في حراس المجرة ومنتقم، وهو صائد جوائز مُعدّل وراثيًا، ومرتزق، وخبير في الأسلحة وتكتيكات القتال. شون غان كان بديل روكيت مرة أخرى أثناء التصوير، وكان تمثيله وتعابير وجهه بمثابة مرجع حركي للشخصية.
- غوينيث بالترو بدور بيبر بوتس: زوجة ستارك والرئيسة التنفيذية لشركة ستارك إندستريز. ترتدي بوتس بدلة خارجية مُسلحة ومُزودة بمحركات من درع صنعه لها ستارك، مُستوحاة من درع الإنقاذ. صرّح بالترو أن هذا سيكون آخر ظهور رئيسي لها في عالم مارفل السينمائي.
- جوش برولين بدور ثانوس: أمير حرب بين المجرات من تيتان، حصل على جميع أحجار اللانهاية الستة في فيلم "الحرب اللانهائية" وقام بالفرقعة، مما أدى إلى مقتل نصف الكائنات الحية في الكون.. أُطلق على النسخة الأصغر من ثانوس لقب "المحارب ثانوس" من قِبل صناع الفيلم. بالإضافة إلى أداء صوت الشخصية، قام برولين بالتقاط الحركة. كان جو روسو بديلاً لثانوس في بعض المشاهد مع نيبيولا.

أعاد العديد من الممثلين من الفيلم السابق تمثيل أدوارهم في الفيلم ، ومنهم بنديكت كومبرباتش في دور الدكتور ستيفن سترينج، تشادويك بوسمان في دور تشالا / النمر الأسود، توم هولاند في دور بيتر باركر / سبايدرمان، زوي سالدانا في دور جامورا، إليزابيث أولسن في دور واندا ماكسيموف، أنتوني ماكي في دور سام ويلسون / فالكون، سيباستيان ستان في دور باكي بارنز / الجندي الشتوي، توم هيدلستون في دور لوكي، بوم كليمينتيف في دور مانتيس، ديف باوتيستا في دور دراكس المدمر، ليتيتيا رايت في دور شوري، ويليام هيرت في دور ثاديوس روس، كوبي سمولدرز في دور ماريا هيل، وينستون ديوك في دور مباكو، توم فوغان لولور في دور إيبوني ماو، جاكوب باتالون بدور نيد، فين ديزل بدور جروت، كريس برات بدور بيتر كويل/ستار-لورد، صامويل إل جاكسون بدور نيك فيوري، روس ماركواند بدور ريد سكول/ستونكيبر، مايكل جيمس شو بدور كورفوس جلايف، تيري نوتاري بدور كول أوبسيديان، وكيري كوندون بدور صوت بدلة ستارك الذكاء الاصطناعي فريداي. قدمت مونيك جانديرتون مرة أخرى التقاط الحركة لبروكسيما ميدنايت. كما أعاد تمثيل أدوارهم من أفلام عالم مارفل السينمائي السابقة إيفانجلين ليلي بدور هوب فان داين / واسب، تيسا تومسون بدور فالكيري، رينيه روسو بدور فريجا، جون سلاتيري بدور هوارد ستارك، تيلدا سوينتون بدور الساحرة العظمى، هايلي أتويل بدور بيجي كارتر، ماريسا تومي بدور ماي باركر، تايكا وايتيتي بدور كورج، أنجيلا باسيت بدور راموندا، مايكل دوغلاس بدور هانك بيم، ميشيل فايفر بدور جانيت فان داين، بالاضافة الى ممثلين آخرين.

## شباك التذاكر
حقق فيلم "المنتقمون: نهاية اللعبة" إيرادات بلغت 858.4 مليون دولار في الولايات المتحدة وكندا، و1.941 مليار دولار في مناطق أخرى، ليصل إجمالي الإيرادات العالمية إلى 2.799 مليار دولار. كان الفيلم الأعلى ربحًا على الإطلاق حتى تجاوزه فيلم أفاتار (2009) بسبب إعادة إصداره في الصين عام 2021، وثاني أعلى فيلم ربحًا على الإطلاق في الولايات المتحدة وكندا. لا يزال فيلم ذهب مع الريح (1939) هو الفيلم الأعلى ربحًا (بعد تعديل التضخم)، بينما يُعد فيلم المنتقمون: نهاية اللعبة خامس أعلى فيلم ربحًا على الإطلاق في جميع أنحاء العالم.
حقق الفيلم افتتاحًا عالميًا بقيمة 1.2 مليار دولار، وهو الأكبر على الإطلاق، ويكاد يكون ضعف الرقم القياسي السابق لفيلم الحرب اللانهائية البالغ 640 مليون دولار. إنه أسرع فيلم يصل إلى حاجز المليار دولار و1.5 مليار دولار، حيث حقق ذلك في خمسة وثمانية أيام على التوالي. وقدّر موقع ديدلاين هوليوود أن الفيلم سيحقق التعادل بعد خمسة أيام من إطلاقه، وهو أمر "غير مسبوق لشركة إنتاج كبرى خلال عطلة نهاية الأسبوع الافتتاحية". وقد بلغ حسب الموقع صافي الربح النهائي لفيلم المنتقمون: نهاية اللعبة 890 مليون دولار، مع الأخذ في الاعتبار ميزانيات الإنتاج والتسويق ومشاركة المواهب وتكاليف أخرى؛ وقد وضعته إيرادات شباك التذاكر وإيرادات الوسائط المنزلية في المركز الأول على قائمة "أكثر الأفلام نجاحًا" لعام 2019.
في 4 مايو، تجاوزت إيرادات الفيلم في شباك التذاكر العالمي إجمالي إيرادات فيلم الحرب اللانهائية في دور العرض. وكان أسرع فيلم يحقق 2 مليار دولار عالميًا، حيث وصل إلى هذا الرقم في 11 يومًا؛ بينما حقق فيلم أفاتار ذلك في 47 يومًا. كان فيلم المنتقمون: نهية اللعبة هو الفيلم الخامس الذي يتجاوز هذه العتبة (بعد أفاتار وتيتانيك (1997) وحرب النجوم: القوة تنهض (2015) والحرب اللانهائية)، ووصل إلى علامة 2.5 مليار دولار في 20 يومًا؛ بينما فعل أفاتار ذلك في 72 يومًا.

## الاستقبال النقدي
أفاد موقع تجميع المراجعات "روتن توميتوز" بنسبة موافقة بلغت 94%، بمتوسط تقييم 8.2/10 بناءً على 557 مراجعة. وجاء في إجماع النقاد على الموقع: "فيلم المنتقمون: نهاية اللعبة مثير ومسلٍّ ومؤثر عاطفيًا، ويبذل كل ما في وسعه لتقديم نهاية مرضية لسلسلة المرحلة اللانهائية". أما موقع ميتاكريتيك (الذي يستخدم متوسطًا مرجحًا) فقد منح الفيلم 78 من 100 بناءً على 57 ناقدًا، مما يشير إلى "مراجعات إيجابية بشكل عام". وقد منح الجمهور الذي استطلعت آراءه "سينما سكور" الفيلم تقييم A+ على مقياس من A+ إلى F، وهو ثالث فيلم من مارفل يحصل على هذا التقييم بعد فيلمي "المنتقمون" و"النمر الأسود" (2018). أما جمهور "بوست تراك"، فقد منح الفيلم خمس نجوم من أصل خمسة، و85% منهم "أوصى به بشدة".

## روابط خارجية
- المنتقمون: نهاية اللعبة على موقع IMDb (الإنجليزية)
- المنتقمون: نهاية اللعبة على موقع ميتاكريتيك (الإنجليزية)
- المنتقمون: نهاية اللعبة على موقع روتن توميتوز (الإنجليزية)
- المنتقمون: نهاية اللعبة على موقع قاعدة بيانات الأفلام العربية
- المنتقمون: نهاية اللعبة على موقع ألو سيني (الفرنسية)
- المنتقمون: نهاية اللعبة على موقع أول موفي (الإنجليزية)
- المنتقمون: نهاية اللعبة على موقع بوكس أوفيس موجو (الإنجليزية)
- المنتقمون: نهاية اللعبة على موقع فيلمافينيتي (الإسبانية)
- المنتقمون: نهاية اللعبة على موقع قاعدة بيانات الأفلام السويدية (السويدية)
- المنتقمون: نهاية اللعبة على موقع قاعدة بيانات الفيلم (الإنجليزية)